# Перовский парк
Перо́вский парк — парк, расположенный на территории района Перово на востоке Москвы между улицами Лазо, Кусковская, Перовская и Коренная. Площадь парка — 15,6 гектара.

## Происхождение названия
Парк получил название по бывшему городу Перово, в котором находился и являлся его «ядром».

## История
Елизаветинский липовый парк возник в середине XVIII века в усадьбе Перово, принадлежащей в то время Разумовским. Парк имел регулярную планировку, в создании которой принимал участие Д. И. Жилярди. В парке поставили беседки и устроили фонтаны и пруд.
На территории парка оказалась усадебная церковь Знамения, построенная в 1699—1705 годах по распоряжению П. А. Голицына в стиле нарышкинского барокко.
С 1938 года назывался парк Перовского вагоноремонтного завода.
В годы войны в парке находилась зенитная батарея, прикрывавшая железнодорожную станцию Перово, в результате чего парк сильно пострадал из-за бомбардировок. В 1947 году парк был заново благоустроен и получил статус городского парка культуры и отдыха. На наиболее пострадавшей части парка построен стадион «Локомотив-Перово».
С включением города Перово в черту Москвы стал районным парком культуры и отдыха Перовского района. В 1967 году в северной части парка  на месте старинного дворца Ф. Б. Растрелли был построен кинотеатр «Владивосток», ставший с сентября 2022 года Московским театром иллюзий.
| - Дворец Растрелли - Карта окрестностей Перово (1818-1824 гг.) - Московский театр иллюзий в Перово |

## Планировка и архитектура

### Перовский дворец
Дворец села Перово — несохранившийся деревянный летний дворец Разумовских в бывшей императорской резиденции в селе Перово. Указ о строительстве дворца был издан императрицей Елизаветой Петровной в сентябре 1747 года, и к весне следующего года он был уже готов. Сооружён по проекту архитектора Ф. Б. Растрелли в стиле барокко на южном берегу Церковного (позже Купавенского) пруда, выкопанного при императоре Петре Великом на подземных ключах; строительством руководил зодчий А. П. Евлашев. В это же время строится крупнейший дворцово-парковый ансамбль Перовского парка. Однако через несколько лет Перовский дворец был разобран, и до нашего времени сохранились только его чертежи.
На месте, где располагался Перовский дворец, в настоящее время расположен кинотеатр «Владивосток», ставший с сентября 2022 года Московским театром иллюзий.

## Водоёмы
На территории Перовского парка в настоящее время расположен Советский пруд, к восточной части прилегает малый безымянный. На исторической территории парка расположен также Большой Перовский пруд.

## Транспорт
- Ближайшие станции метро — «Перово» и «Шоссе Энтузиастов».
- Ближайшая станция железнодорожного транспорта — Перово.
- Рядом с парком расположено несколько остановок автобуса:
  - «Перовский универсам» (остановка автобуса маршрута № 7, следующего в сторону ст. Перово)
  - «Кинотеатр „Владивосток“» (остановка автобуса маршрута № 7)
  - «Улица Лазо» (на улице Лазо; остановка автобуса маршрута № 7)
  - «Перовский парк» (на Кусковской улице, рядом с главным входом в парк; остановка автобусов, следующих по маршрутам № 36, 254 и 617)[4].